# Belke-Steinbeck
Belke-Steinbeck ist ein etwa 2500 Einwohner zählender Stadtteil der im Nordosten Nordrhein-Westfalens gelegenen ostwestfälischen Stadt Enger. Vor der Gebietsreform 1969 bildete er eine eigene Gemeinde.

## Geschichte
Vom Mittelalter bis zur Franzosenzeit gehörte die Bauerschaften Belke und Steinbeck zur Vogtei Enger im Amt Sparrenberg der Grafschaft Ravensberg. Von 1807 bis 1813 gehörten die Bauerschaften zum Kanton Enger, der von 1807 bis 1810 zum Königreich Westphalen und von 1811 bis 1813 zum Kaiserreich Frankreich gehörte. 1816 kamen die Bauerschaften zum Kreis Bünde in der preußischen Provinz Westfalen, der 1832 im Kreis Herford aufging. Im Kreis Herford bildeten die beiden Bauerschaften die Gemeinde Belke-Steinbeck im Amt Enger des Kreises. 
Von 1823 bis 1958 befand sich an der heutigen Straße „Belker Brunnen“ ein öffentlicher Badebetrieb, das sogenannte „Bad Belke“. Es wurden dort Wannenbäder mit Heilwirkung angeboten. Durch Belke-Steinbeck verlief von 1900 bis 1966 die Herforder Kleinbahn; vom Bahnhof Steinbeck konnte man mit der seit den 1930er-Jahren elektrisch betriebenen Schmalspurbahn in östlicher Richtung direkt u. a. in die Kreisstadt Herford, nach Bad Salzuflen und Vlotho fahren. In westlicher Richtung konnte man bis zum Spenger Ortsteil Wallenbrück fahren. Im Jahr 1966 wurde der Betrieb der Herforder Kleinbahn eingestellt.
Am 1. Januar 1969 wurde Belke-Steinbeck durch das Gesetz zur Neugliederung des Landkreises Herford und der kreisfreien Stadt Herford nach Enger eingemeindet.

## Bildung
In der Humboldtstr. 20 befindet sich die Gemeinschaftsgrundschule Belke-Steinbeck/Besenkamp.

## Bauwerke
- Lukaskirche (Belke-Steinbeck)